# Секула Ораовдолски
Секула Христов, известен като Ораовдолски, е български революционер, войвода на Вътрешната македоно-одринска революционна организация.

## Биография
Секула Христов е роден около 1882 година във велешкото село Ораов дол, тогава в Османската империя, днес в Северна Македония. Става четник при Панчо Константинов в 1904 година, когато заедно с Велко Попадийски и Дачо Йотов убива вуйчо си поп Чуря, поставил се в услуга на сръбската пропаганда в Македония. Четата на Секула Ораовдолски участва в епичното сражение на Ножот през юли 1907 година. През ноември 1911 година става велешки районен войвода с помощник Петър Лесев.
В 1912 година при подготвяната от България и Сърбия обща война срещу Османската империя сръбските чети в Македония получават наставления от Белград за помирение с българските. В началото на януари Секула Ораовдолски получава писмо от началника на сръбските войводи във Велешко Василие Търбич, с което го моли да се срещне със сърбоманския войвода Никола Оморански в село Мокрени. Четата на Секула се отзовава и на 6 януари отива в Мокрени, но попада в засада и в сражението войводата е тежко ранен. Секула се установява в село Бистрица, за да се лекува, но след предателство от сърбомани, на 18 януари селото е нападнато от потеря и Секула Ораовдолски загива.